# Ruffey-lès-Beaune
Ruffey-lès-Beaune település Franciaországban, Côte-d’Or megyében. Lakosainak száma 742 fő (2022. január 1.). Ruffey-lès-Beaune Ladoix-Serrigny, Combertault, Meursanges, Beaune, Marigny-lès-Reullée, Vignoles és Villy-le-Moutier községekkel határos.

## Népesség
A település népessége az elmúlt években az alábbi módon változott:
| Lakosok száma | 415  | 519  | 622  | 677  | 701  | 696  | 714  | 731  | 739  | 742  |
|               | 1968 | 1982 | 1990 | 2006 | 2013 | 2015 | 2017 | 2019 | 2020 | 2022 |